# Oberonia boerlageana
Oberonia boerlageana är en orkidéart som beskrevs av Johannes Jacobus Smith. Oberonia boerlageana ingår i släktet Oberonia och familjen orkidéer. Inga underarter finns listade i Catalogue of Life.